# Cantonul Nancy-Est
Cantonul Nancy-Est este un canton din arondismentul Nancy, departamentul Meurthe-et-Moselle, regiunea Lorena, Franța.